# Marchantiales
Die Marchantiales sind eine Ordnung von Moosen innerhalb der Lebermoose mit rund 180 Arten.

## Merkmale

### Aufbau des Thallus
Die Marchantiales sind komplex aufgebaute thallöse, also flächig auswachsende Lebermoose. Beim Thallus lässt sich eine Oberseite und eine Unterseite ausmachen. An der Thallusunterseite finden sich einzellige wurzelähnliche Strukturen, die Rhizoide. Die Rhizoide befestigen den Thallus am Boden und führen ihm Wasser zu, sind aber nicht verwandt (homolog) zu den Wurzeln Höherer Pflanzen. Des Weiteren finden sich an der Unterseite mehrzellige Bauch- oder Ventralschuppen. Beide, Rhizoide und Ventralschuppen, haben die Funktion der Wasseraufnahme.
Der Thallus selbst lässt sich vertikal in zwei Schichten gliedern. Die Unterseite enthält sogenannte Ölzellen, die Lipide speichern, Wasserspeicherzellen und chlorophyllarme Parenchymzellen. In der oberen Hälfte finden sich regelmäßig angeordnet große Interzellularräume, in die „Stifte“ aus wenigen Zellen, sogenannte „Assimilatoren“, hineinragen und teilweise an die obere Epidermis heranreichen. Diese sind reich an Chloroplasten und dienen vor allem der Photosynthese. Diese Anordnung der Assimilatoren in den luftgefüllten Interzellularräumen (Luftkammern) dient dem effizienteren Gasaustausch. Die Interzellularparzellen besitzen jeweils eine Atempore, die einfache Thallusöffnung ist oder ein komplexes tonnenförmiges Gebilde. Bei letzteren kollabieren die Zelle bei Austrocknung, verschließen dabei die Atempore und verhindern weiteren Wasserverlust.
Die Thalli besitzen bei den Marchantiopsida allgemein nur schwach ausgeprägte Mittelrippen. Bei den Marchantiales gibt es nur drei Gattungen mit vegetativer Vermehrung, darunter Marchantia. Diese bilden Brutbecher, in denen eine Vielzahl von Brutkörpern gebildet werden. Diese entstehen stehend in den Brutbechern, besitzen daher keine Ober- und Unterseite. Erst nach der Verbreitung entwickelt sich daraus ein dorsiventraler Thallus. Die Verbreitung erfolgt durch Regentropfen, die die Brutkörper aus dem Brutbecher schleudern (Splash-cup-Mechanismus).

### Gametangien

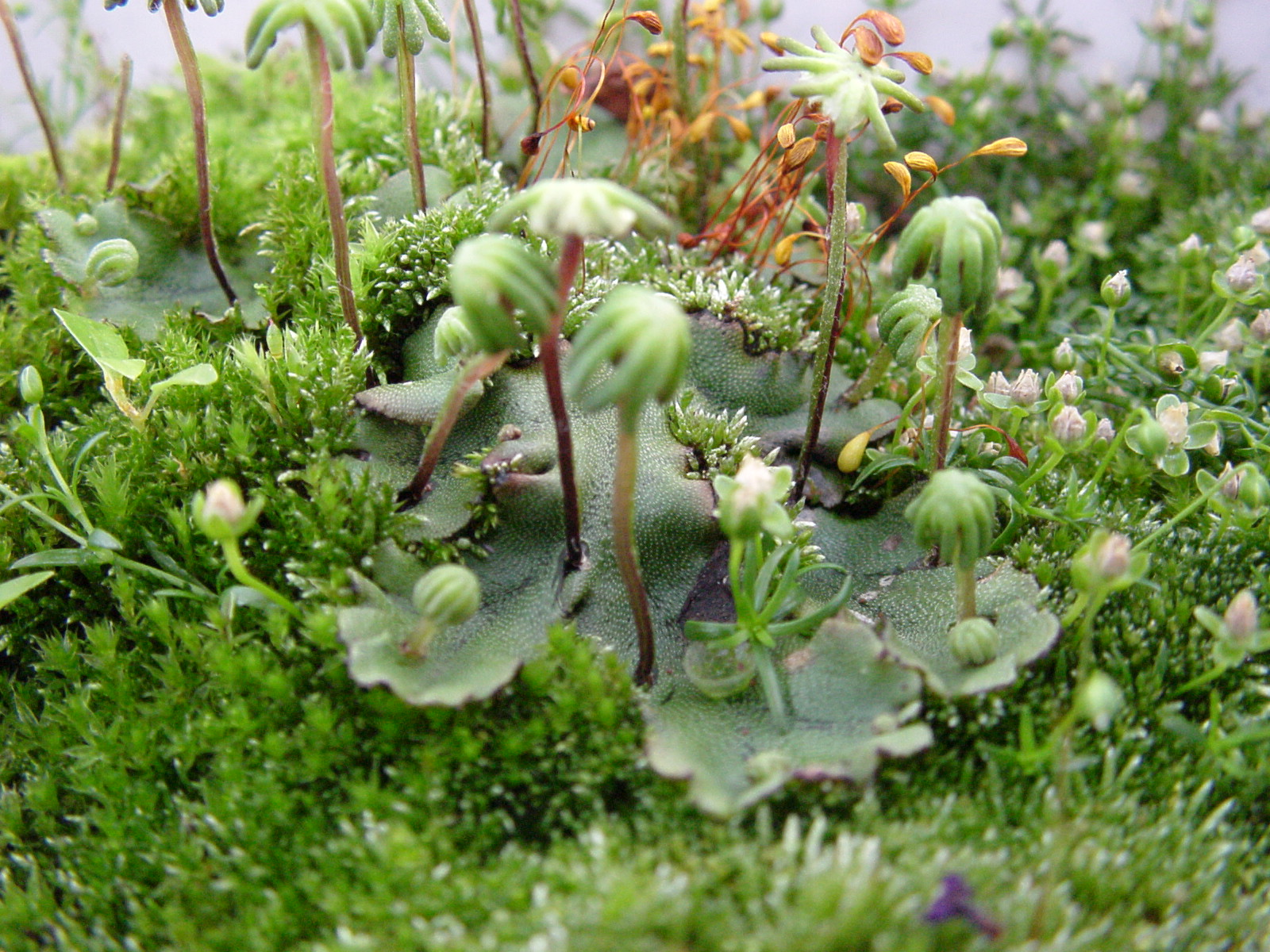
Archegonienständer mit 9 Schirmstrahlen. An der Unterseite quellen als „weißliche Watte“ die Sporen mit den Elateren heraus.

Die Gametangien (Gewebe für die Ausbildung der Gameten) befinden sich bei den Marchantiales auf typischen schirmartigen gestielten Gametangienständern (Gametangiophore), die meist getrenntgeschlechtlich sind. Es gibt also männliche und weibliche Gametangiophore. Die männlichen Antheridiophore tragen die Antheridien auf der Oberseite, wo sie eingesenkt in den oft achtfach schwach gelappten, scheibenförmigen Ständer sitzen. Die Archegonien werden an der Unterseite von schirmchenförmigen Archegoniophoren gebildet und stehen dort in radialen Reihen.
Wenn die Spermatozoiden reif sind, dann beginnen die Wandzellen bei Feuchtigkeit zu verschleimen und zu verquellen, sodass die Spermatozoiden herausgepresst werden. Bei Regen werden die Spermatozoiden unter die Schirmchen der Archegoniophoren gespritzt. Daher sind die Antheridiophoren niedriger als die Archegoniophoren. Es gibt auch ungestielte Gametangiophoren, hier erfolgt der Transport der Spermatozoiden über das Regenwasser an der Thallusoberfläche. Bezüglich der Höhe der Gametangiophoren gibt es zwischen den sitzenden und 10 Zentimeter Höhe alle Zwischenstufen.

### Sporophyt
Der Sporophyt ist, wie bei den Marchantiopsida allgemein typisch, lange in der Archegonienhülle verborgen. Der wenige Tage nach der Befruchtung sich entwickelnde Embryo wächst zu einem kleinen Sporogon aus, der zwar phytosynthetisch aktiv ist, aber physiologisch vollkommen abhängig von der Mutterpflanze ist. Der Sporogon ist so gut wie ungestielt und im Vergleich zum Gametophyt sehr klein, im Vergleich zu allen anderen Moosgruppen. Er sitzt an der Unterseite des Archegoniophors und öffnet sich mit vier bis sechs Längsrissen. Die Sporen werden dann durch den Wind verbreitet. Bei manchen Gattungen (z. B. Corsinia) bleibt der Sporogon im Thallus eingebettet, sodass die Sporen erst nach dem Verwesen des Gametophyten frei werden.

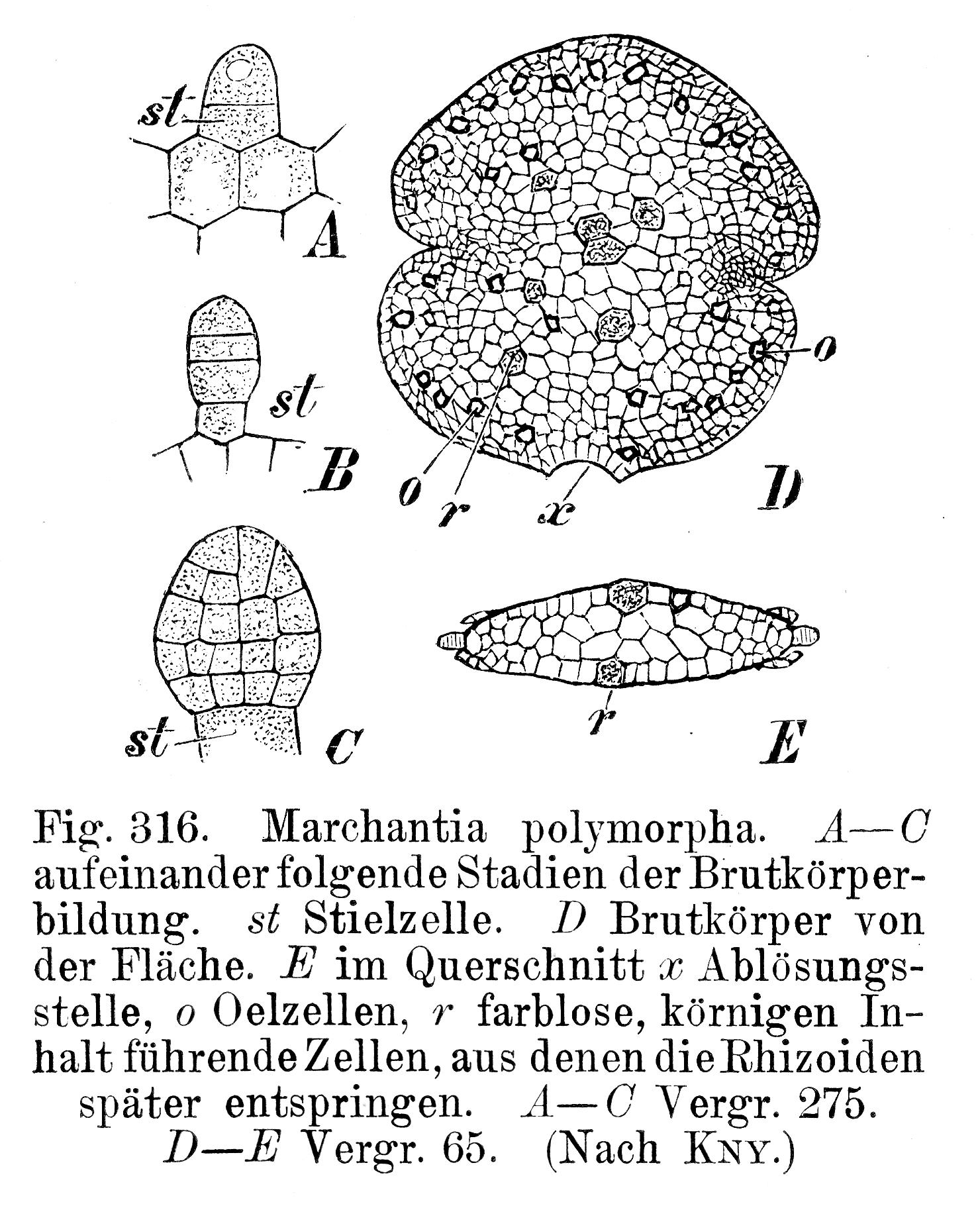
Entstehung der Brutkörper
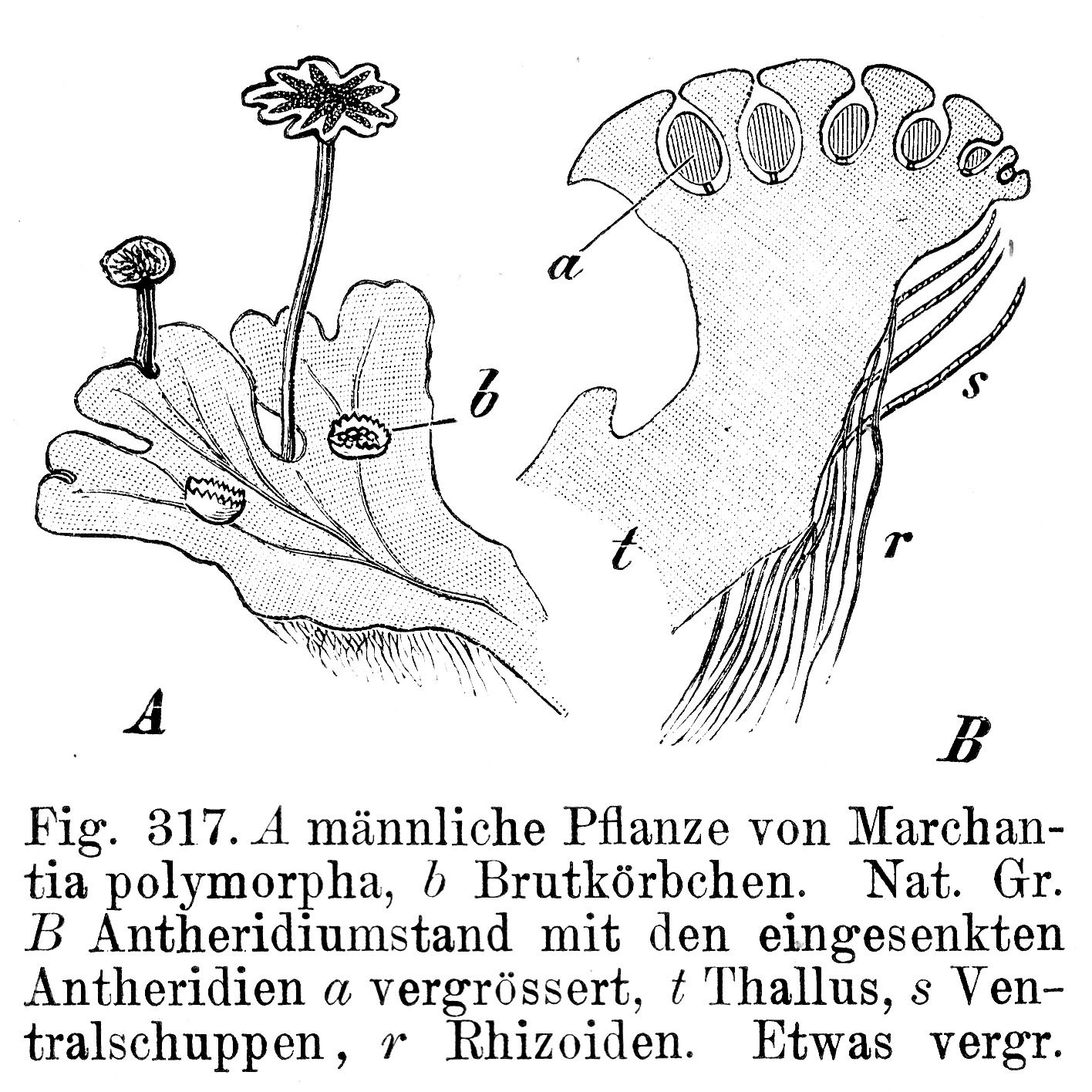
Antheridienständer
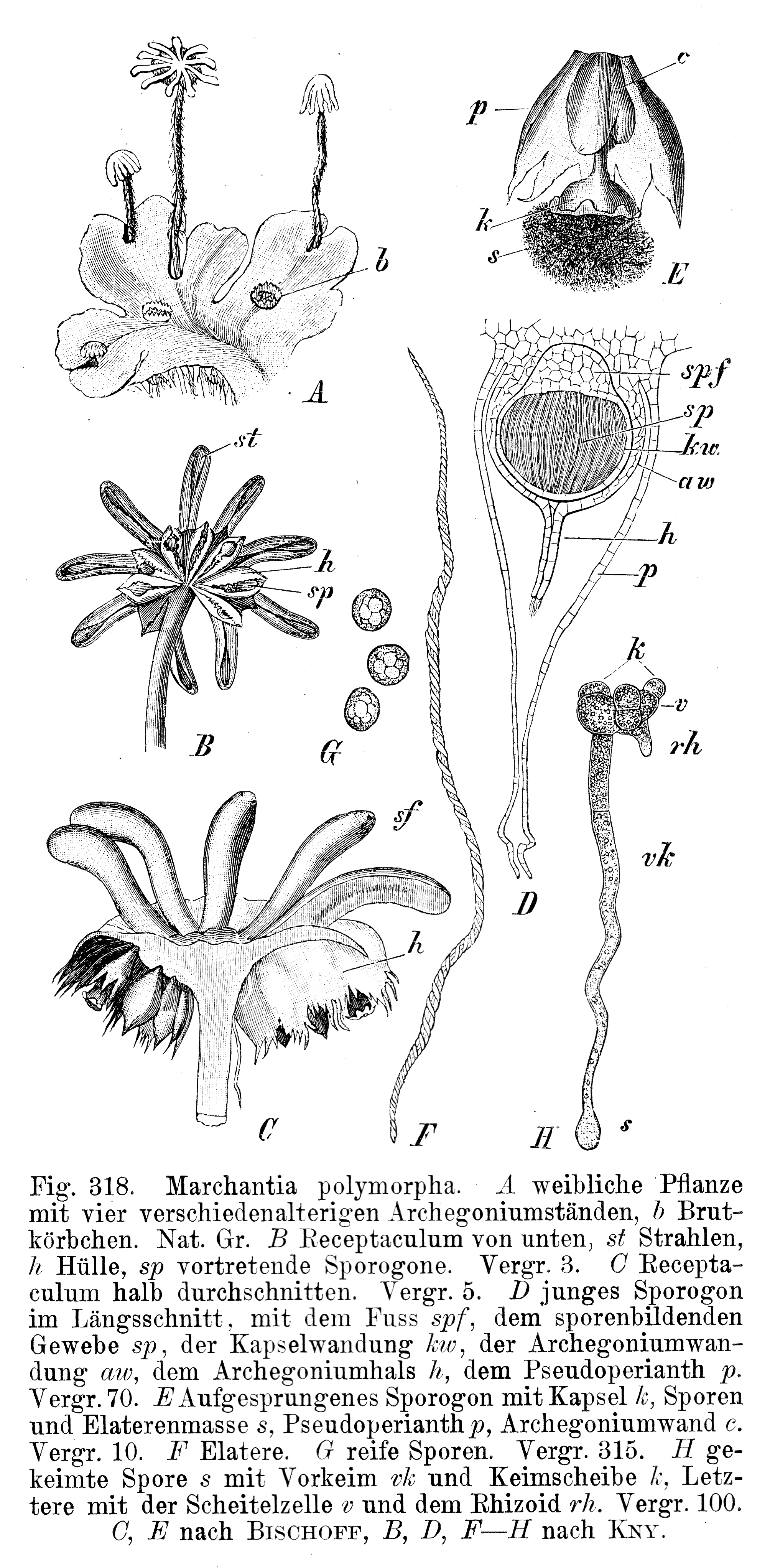
Weiblicher Gametophyt und Sporophyt
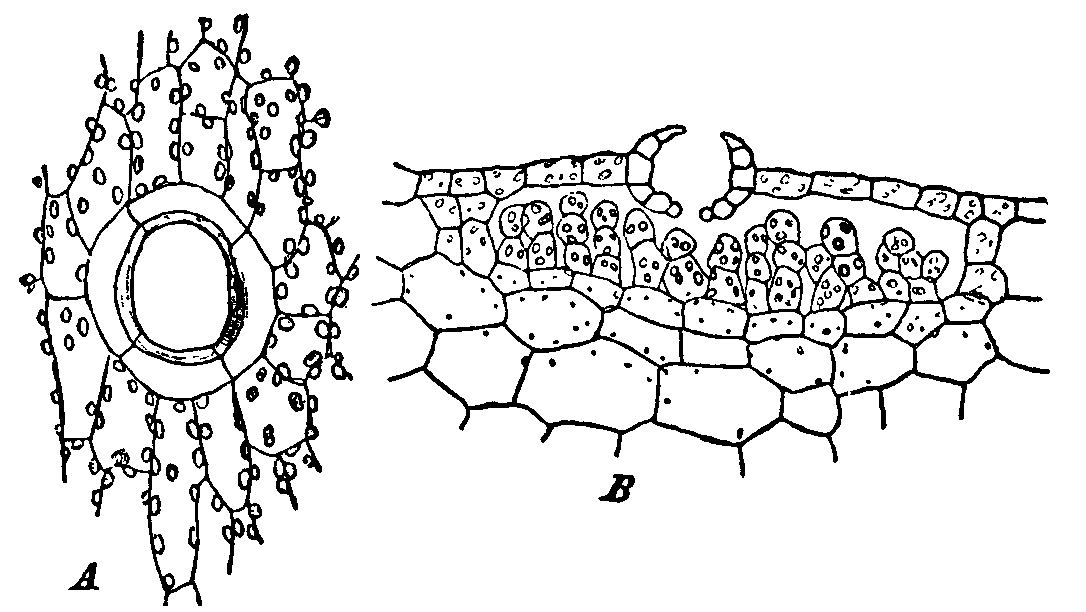
Thallus in Aufsicht und Querschnitt

## Vorkommen
Die Arten haben eine große Bandbreite ökologischer Nischen besetzt. Es gibt Vertreter in alpinen Schneetälchen (Asterella lindenbergiana, Sauteria alpina), Arten an Bachufern (Conocephalum conicum) und in Sümpfen (Marchantia aquatica), aber auch an Trocken- und Halbwüstenstandorten (Targionia hypophylla, Plagiochasma rupestre). Die Arten an Trockenstandorten rollen bei Austrocknung ihren Thallus ein. Die dann nach oben gekehrten Ventralschuppen bieten einen Strahlungsschutz.

## Systematik
Die Ordnung enthält vier Unterordnungen mit zwölf Familien und insgesamt rund 180 Arten:
- Unterordnung Marchantiineae
  - Familie Aytoniaceae
  - Familie Cleveaceae
    - Gattung Sauteria
      - Sauteria alpina

  - Familie Conocephalaceae
  - Familie Dumortieraceae
  - Familie Exormothecaceae
  - Familie Marchantiaceae
  - Familie Monosoleniaceae
    - Peltolepis
      - Peltolepis quadrata

  - Familie Wiesnerellaceae
- Unterordnung Corsiniineae
  - Familie Corsiniaceae
  - Familie Cyathodiaceae
- Unterordnung Monocarpineae
  - Familie Monocarpaceae
- Unterordnung Targioniineae
  - Familie Targioniaceae

Das Mondbechermoos (Lunularia cruciata) wurde lange zu den Marchantiales gestellt, steht aber seit molekularen Untersuchungen in einer eigenen (monotypische) Ordnung (Lunulariales).